# Fernando Ramsey
Fernando David Ramsey Ramsey (nacido el 20 de diciembre de 1965) es un ex Corredor y Beisbolista panameño que jugó como jardinero central en las Grandes Ligas de Béisbol. Ramsey bateó y lanzó con la mano derecha. Nació en Arcos Iris, un sector de la ciudad de Colón en Panamá.

## Carrera

### Como Atleta
Mientras crecía, Ramsey también estuvo activo y exitoso en atletismo, ganando medallas para Panamá en el Campeonato Juvenil Centroamericano y del Caribe. Ramsey empezó a correr a los once años y obtuvo una beca para correr en pista en la Universidad Estatal de Nuevo México. Nunca había jugado béisbol de manera competitiva hasta que el entrenador de béisbol de los Aggies lo convenció de unirse al equipo.

### Como Beisbolista
Los Chicago Cubs seleccionaron a Ramsey en la ronda 33 del Draft de la MLB de 1987 procedente del estado de Nuevo México y lo asignaron inmediatamente a los Cachorros de Ginebra Clase A. Después de cinco ascensos, se unió brevemente a los Cachorros durante la temporada de 1992. Alcanzó un promedio de bateo de .120 (3 de 20) en 18 juegos, pero no anotó ni impulsó una carrera. Ramsey posteriormente jugó en los sistemas de ligas menores New York Mets y Chicago White Sox, y también vio acción en la Liga Mexicana de Verano y la Liga Venezolana de Invierno.

## Vida personal
Ramsey y su esposa, Sylvia, tuvieron su primer hijo, un hijo llamado Nicholas, en noviembre de 1994. En 1995, vivían en Brookfield, Connecticut. Ramsey obtuvo una licenciatura en administración de empresas del estado de Nuevo México.